# Овечкин, Евгений Александрович
Евгений Александрович Овечкин — российский государственный деятель. Председатель Законодательного Собрания Приморского края (2011—2012). Вице-губернатор Приморского края (2004-2007). Член президиума приморского отделения партии «Единая Россия»; в 2012 году рассматривалась возможность его исключения из партии в связи с обвинениями в мошенничестве.

## Биография
Родился 16 октября 1962 года в Новосибирске. В 1986 году окончил судоводительский факультет Дальневосточного высшего инженерного морского училища имени адмирала Невельского по специальности «штурман»; учился в одной роте с будущим губернатором Приморья С.М. Дарькиным. В 1997—1999 годах обучался во Владивостокском государственном университете экономики и сервиса по специальности «Финансовый менеджмент». Также окончил Академию народного хозяйства при правительстве РФ по программе «Евро-менеджмент» (2000), Швейцарскую школу бизнеса EMBA (2001) и юридический институт Дальневосточного государственного университета по специальности «Правоведение» (2003). Стажировался в Лондонском институте менеджмента.
В 1986-1992 годах работал штурманом в Дальневосточном морском пароходстве. В 1992-1994 годах возглавлял агентский отдел Восточной морской агентской компании г. Владивосток.
В начале 2000-х годов руководил ЗАО «Холдинговая компания «S&T group»». В марте 2004 года был назначен вице-губернатором Приморского края, занимал этот пост до 2007 года.
В 2008 году стал председателем совета директоров ЗАО «Дальневосточная промышленно-строительная компания».
4 декабря 2011 года избран депутатом Законодательного Собрания Приморского края пятого созыва по списку партии «Единая Россия». 16 декабря 2011 года избран председателем Законодательного Собрания Приморского края пятого созыва. В мае 2012 года был вынужден подать в отставку с поста спикера Заксобрания из-за обвинений в мошенничестве в особо крупном размере. В ходе следствия был лишён депутатского мандата и помещён под домашний арест. В 2014 году дело было прекращено.

## Учёные степени и звания
- кандидат экономических наук
- доктор транспорта
- действительный государственный советник Приморского края 2 класса[1].